# Operation H
Die Operation H war die übergeordnete Bezeichnung der Kaiserlich Japanischen Marine für die Landungsunternehmen im Südwesten des Pazifiks auf den Inseln Celebes, Ambon und Timor während des Pazifikkriegs im Zweiten Weltkrieg zur Sicherung der auf den eroberten Inseln des damaligen Niederländisch-Indiens, den Philippinen und auf Borneo vorkommenden Rohstoffe wie Erdöl, Kohle, Bauxit, Zinn, Naturkautschuk und mehr, die für Japan kriegswichtig waren.

## Japanische Invasion von Celebes
Am 9. Januar 1942 läuft die Ostgruppe (Konteradmiral Kubo Kyuji) mit der 1st BF (Base Force) von Davao auf den Philippinen aus. Die Gruppe besteht aus einem Leichten Kreuzer, einem Minenleger, der 21. Minensuchdivision mit fünf Minensuchbooten, zwei U-Boot-Jägern einem Frachter und Transportern, die die 1. Sasebo-Spezial-Landungstruppe transportieren. Die Sicherung übernimmt die 2. Zerstörer-Flottille unter (Konteradmiral Tanaka Raizō) mit einem Kreuzer und acht Zerstörern. Die Luftsicherung besteht aus der 21. Marine-Flieger-Gruppe aus Davao und Wasserflugzeugen des 11. Träger-Geschwaders mit zwei Seeflugzeugtendern unter Konteradmiral Fujita Ruitarō. Am 11. Januar 1942 landen 334 Fallschirmjäger der Yokosuka-Marine-Luftlandetruppe in der Nähe von Menado, dann folgt die Landung von See in der Nähe von Menado und Kema. Die japanischen Truppen treffen nur auf geringen Widerstand.
Zur Deckung dieses Unternehmens bilden fünf U-Boote einen Aufklärungsstreifen in der Ambonsee. In der Celebessee kreuzt Konteradmiral Takagi Takeo mit den Schweren Kreuzern Haguro und Nachi sowie zwei Zerstörern. Der alliierte Stützpunkt auf Ambon wird nach einem schweren Luftangriff der 23. Marine-Flieger-Gruppe vom 24. bis 25. Januar 1942, wiederholt durch Trägerflugzeuge eines in der Bandasee operierenden Flugzeugträgerverbandes unter Konteradmiral Yamaguchi Tamon mit den Flugzeugträgern Hiryū und Sōryū, dem Schweren Kreuzer Tone und zwei Zerstörern angegriffen. Als weitere Deckungsverbände operieren östlich von Mindanao das Schlachtschiff Haruna mit einem Schweren Kreuzer und zwei Zerstörern. Südlich von Palau patrouilliert das Schlachtschiff Kongō, zwei Schwere Kreuzer und vier Zerstörer. Schlachtschiffe wurden von der Kaiserlich Japanischen Marine bei Landungsunternehmen nur als Ferndeckung eingesetzt, damit sie für einen eventuellen Kampfeinsatz gegen feindliche Überwasserstreitkräfte immer einsatzbereit blieben.

## Japanische Invasion von Ambon
Am 27. Januar 1942 laufen aus Davao fünf japanische Transporter mit einem Infanterieregiment an Bord unter dem Geleitschutz von zwei Zerstörern und zwei U-Jägern aus. Am 28. Januar 1942 vereinigt sich dieser Verband mit dem aus Manado kommenden Verband des Konteradmiral Tanaka mit einem Kreuzer, sechs Zerstörern sowie sechs Transportern mit einer Kure-Spezial-Landungstruppe. Am 29. Januar 1942 kommt Konteradmiral Fujita aus Kendari mit zwei Seeflugzeugtendern, zwei Zerstörern, fünf Minensuchern und zwei, zu schnellen Landungsbooten umgebauten, ehemaligen Torpedobooten dazu. Das Unternehmen wird von der Celebessee aus durch Vizeadmiral Takagi mit zwei Kreuzern und zwei Zerstörern gedeckt. Während Konteradmiral Tanaka eine sichernde Position im Südwesten mit einem Kreuzer und zwei Zerstörern einnimmt, setzen im Norden sechs Transporter mit zwei Zerstörern und zwei Minensuchern am 31. Januar 1942 Truppen an Land. Die 15. Zerstörer Division kreuzt im Westen der Insel, die restlichen Transporter landen Heerestruppen im Süden von Ambon. Trotz des Widerstandes einer schwachen niederländisch-australischen Kampfeinheit, der Gull Force, wird die Insel bis zum 2. Februar 1942 besetzt.

## Japanische Invasion von Timor
Am 17. Februar 1942 laufen neun Transporter mit dem 228. Infanterieregiment und der 3. Yokosuka-Spezial-Landungstruppe von Ambon aus. Die Sicherung unter Konteradmiral Tanaka besteht aus einem Leichten Kreuzer und acht Zerstörern. Am 18. Februar 1942 folgt ein zweiter Verband mit 5 Transportern, zwei Zerstörern, zwei Minensuchern sowie U-Jägern. Konteradmiral Takagi führt den Deckungsverband in der Timorsee mit den zwei Schweren Kreuzern Haguro und Nachi und zwei Zerstörern. Früh am 20. Februar 1942 erfolgt die Landung in Dili (Portugiesisch-Timor) und Kupang (Niederländisch-Timor). Am 24. Februar 1942 haben die Japaner alle wichtigen Objekte auf Timor besetzt und die Schiffsverbände kehren zurück nach Makassar, Ambon und Kendari.
Auf der Insel verbliebene australische und niederländische Soldaten führen allerdings bis 1943 einen Guerillakrieg gegen die japanischen Besatzer, wobei sie von offiziell neutralen portugiesischen, im Dienst verbliebenen Beamten und von Einheimischen unterstützt werden. Dieser Kleinkrieg bindet erhebliche japanische Kräfte.